# Interbase

Posizione dell'Interbase sul campo da baseball

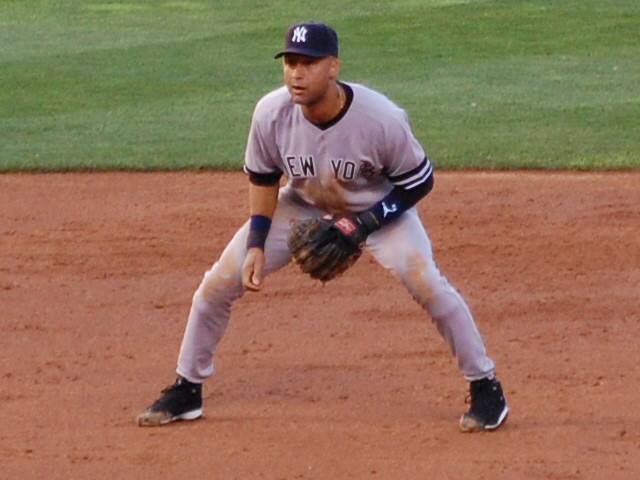
Derek Jeter nella posizione di interbase

L'interbase (IB o SS, dall'inglese shortstop) è un ruolo difensivo del baseball e del softball, posto nel campo tra la seconda e la terza base. Nel sistema numerico utilizzato per descrivere i giochi difensivi, l'interbase è il numero 6.

## Caratteristiche
Considerato che la maggior parte dei giocatori batte da destrimane, la zona dell'interbase è quella dove arrivano il maggior numero di palle in gioco; per questo, compito dell'interbase è prendere velocemente la palla e rilanciarla verso la prima base o la seconda base, per eliminare i corridori avversari.
L'efficacia nel gioco difensivo dell'interbase è determinata dalla sua percentuale di riuscita (in inglese fielding percentage), che misura la percentuale di palle lanciate in modo corretto verso la base senza commettere errori. L'eccellenza in questa statistica è sopra il 97%, e i migliori difensori della Major League Baseball vengono premiati ogni anno con il Gold Glove (Guanto d'oro). L'interbase lavora spesso in tandem con il seconda base, coprendo il sacchetto della base quando una battuta in campo esterno sinistro porta il seconda base a uscire dalla propria zona di competenza per ricevere il lancio dell'esterno destro.
Il momento più importante nella partita dell'interbase, comunque, è quando cerca di realizzare, in genere con il seconda base, un doppio gioco, l'azione con la quale si riesce ad eliminare due corridori avversari.
Data la velocità e l'elasticità richiesta dalla posizione, i migliori giocatori che hanno ricoperto questa posizione nel passato erano piccoli e scattanti: tra di essi, Honus Wagner e Ozzie Smith. Negli ultimi anni, invece, viene sempre più spesso richiesto anche a questa posizione di contribuire in maniera efficace anche in battuta: il prototipo dell'interbase del duemila è l'ex giocatore dei New York Yankees, Derek Jeter, vincitore di cinque Gold Glove, pur avendo ottime prestazioni anche nel box di battuta.

## Interbase membri della Hall of fame
Ventiquattro giocatori che hanno disputato la maggior parte dei loro campionati professionistici nel ruolo di interbase sono stati eletti nella Baseball Hall of Fame:
- Luis Aparicio
- Luke Appling
- Dave Bancroft
- Ernie Banks
- Lou Boudreau
- Joe Cronin
- George Davis
- Travis Jackson
- Hughie Jennings
- Derek Jeter[1]
- Barry Larkin
- John Henry Lloyd
- Rabbit Maranville
- Pee Wee Reese
- Cal Ripken, Jr.
- Phil Rizzuto
- Joe Sewell
- Ozzie Smith
- Joe Tinker
- Alan Trammell
- Arky Vaughan
- Honus Wagner
- Bobby Wallace
- Monte Ward
- Willie Wells
- Robin Yount

## Vincitori di multipli guanti d'oro
Ventitré interbase hanno vinto almeno due volte il premio assegnato ogni anno, in ognuna delle due leghe della Major League Baseball, al miglior difensore:
- Ozzie Smith – 13
- Omar Vizquel – 11
- Luis Aparicio – 9
- Mark Belanger – 8
- Dave Concepción – 5
- Derek Jeter – 5
- Tony Fernández – 4
- Jimmy Rollins - 4
- Andrelton Simmons – 4
- Alan Trammell – 4
- Brandon Crawford – 3
- J.J. Hardy – 3
- Barry Larkin – 3
- Roy McMillan – 3
- Rey Ordóñez – 3
- Nick Ahmed – 2
- Gene Alley – 2
- Larry Bowa – 2
- Orlando Cabrera - 2
- Don Kessinger – 2
- Francisco Lindor – 2
- Edgar Rentería – 2
- Cal Ripken jr. – 2
- Alex Rodriguez – 2
- Troy Tulowitzki – 2
- Zoilo Versalles – 2
- Maury Wills – 2